# Jacques Dubochet
Jacques Dubochet (n. 8 iunie 1942, Aigle, cantonul Vaud, Elveția) este un biofizician elvețian.
Este laureat al Premiului Nobel pentru Chimie 2017, împreună cu Joachim Frank și Richard Henderson, „pentru dezvoltarea microscopiei crioelectronice pentru determinarea cu rezoluție înaltă a structurii biomoleculelor în soluție”.